# Route nationale 188 (Argentine)
Pour les articles homonymes, voir Route nationale 188.

La Route nationale 188 est une route d'Argentine, qui a son kilomètre 0 dans le port 
de San Nicolás de los Arroyos sur le rio Paraná, en province de Buenos Aires et termine son parcours à General Alvear, en province de Mendoza. Sa longueur est de 803 km, tous goudronnés.
Elle relie quatre provinces argentines : Buenos Aires, province de La Pampa, province de San Luis et province de Mendoza.

## Localités traversées
Les villes et localités par lesquelles passe cette route (de l'est à l'ouest) sont les suivantes : 

### Province de Buenos Aires
Parcours de 399 km (km 0 à 399).
- Partido de San Nicolás : San Nicolás de los Arroyos (km 4), Campos Salles (km 11), Villa Esperanza (km 13) et General Royo (km 17).
- Partido de Pergamino : Pergamino (km 70).
- partido de Rojas : Rojas (km 109-111).
- partido de Junín : Junín  (km 160).
- Partido de Lincoln : Lincoln  (km 218).
- Partido General de Pinto : General Pinto (km 255) et Villa Francia (km 283).
- Partido Florentino Ameghino :  Florentino Ameghino (km 307).
- Partido de General Villegas : General Villegas (km 361).

### Province de La Pampa
Parcours de 157 km (km 399 à 556).
- Département de Chapaleufú : Bernardo Larroudé (km 417) et Coronel Hilario Lagos (km 361).
- Département de Realicó : Realicó (km 477).
- Département de Rancul : Rancul (km 517).

### Province de San Luis
Parcours de 132 km (km 556 a 684).
- Département de Gobernador Dupuy : Nueva Galia (km 570), Fortuna (km 583) et Unión (km 633).

### Province de Mendoza
Parcours de 119 km (km 684 a 803).
- Département de General Alvear : Bowen (km 787) et General Alvear (km 802-803).